# Джеймс Смітсон
Джеймс Смі́тсон (англ. James Smithson; бл. 1765, Париж — 27 червня 1829, Генуя) — британський хімік і мінералог, фактичний засновник Смітсонівського інституту у Вашингтоні.

## Біографія

### Походження
Був незаконно народженим сином Г'ю Персі (Смітсона), 1-го герцога Нортумберлендського та Елізабет Гангерфорд Кейт Месі, народився (точна дата його народження є невідомою) у Франції, куди його мати змушена була втекти від скандалу, пов'язаного з її вагітністю.
Однак Елізабет, чий рід сходив до короля Генріха VII, згодом ухвалила рішення, що її син повинен змити з себе ганебне клеймо незаконно народженого і коли тому виповнилося десять років, вона привезла його до Англії й домоглася натуралізації як британського підданого. Але за законом, кар'єра на державній, громадській або військовій службі для нього була нездійсненна. В молодості він носив ім'я Джеймс (або Жак) Льюїс (або Луї) Мейсі — ім'я Джеймса Смітсона взяв приблизно у 1800 році після смерті матері.

### Освіта та наукова діяльність

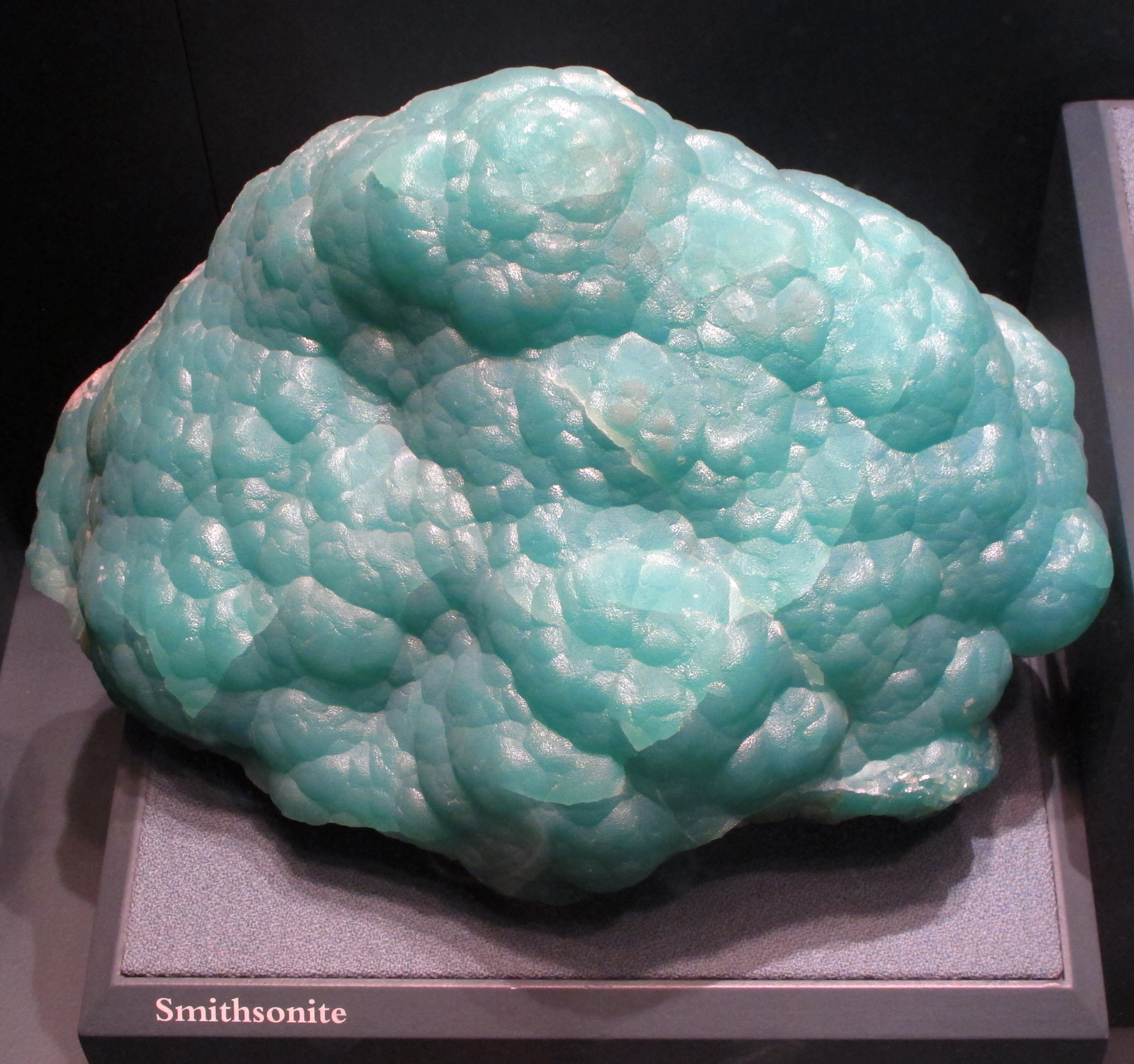
Смітсоніт, мінерал, названий на честь Д. Смітсона

Здобув освіту у Пембрук-коледжі Оксфордського університету, куди вступив у 17 років і, де заслужив репутацію кращого хіміка і мінералога у своєму класі.
В 1784 году супроводжував французького геолога Бартелемі де Сен-Фона у його експедиції по Британських островах, і в англійському перекладі праці останнього, «Travels in England, Scotland and the Hebrides» (1799), про Смітсона згадується як про «М. де Месі з Лондона».
Отримав диплом магістра у 1786 році. Під час навчання опублікував у виданні «Annals of Philosophy and Phil. Trans» низку статей з хімії та мінералогії, у тому числі про каламіни. Назва «смітсоніт» попервах була дана на його честь карбонату цинку Беданом, але згодом стала застосовуватись і до силікату й практично увійшла до ужитку до початку XX століття.
26 квітня 1787 року за рекомендацією Генрі Кавендіша був обраний членом Лондонського королівського товариства.
Його перша наукова доповідь, представлена Лондонському королівському товариству 7 липня 1791 року, носила назву англ. «An Account of Some Chemical Experiments on Tabasheer» («До питання деяких хімічних експериментів на табашері»). Табашер — речовина, що використовувалась індійській народній медицині і отримувана з матеріалу, зібраного всередині бамбукових стебел. Зразки, для аналізу молодому вченому надіслав Патрік Рассел, шотландський лікар-натураліст, що працював в Індії. У 1802 році він зробив другу доповідь Лондонському королівському товариству на тему англ. «A Chemical Analysis of Some Calamines» («Хімічний аналіз деяких каламінів»). Віна була опублікована у науковому журналі товариства «Philosophical Transactions of the Royal Society» уже під новим іменем Джеймса Смітсона. У роботі Смітсон спростовує ідею про те, що мінерал каламін є оксидом цинку. І доводить, що це «справжній мінерал» (силікат цинку).
За свою кар'єру Смітсон опублікував 27 наукових праць з хімії. Скрупульозний аналіз цинкових руд європейських родовищ, який він провів, сприяв відкриттю нового мінералу — карбонату цинку.
Джеймс Смітсон, був дуже багатим холостяком, а також, був знайомий з усіма основними вченими того часу. Він тісно співпрацював з такими науковцями, як Джозеф Прістлі, Джозеф Бенкс, Антуан Лавуазьє та Річард Кірван.

### Заповіт Смітсона

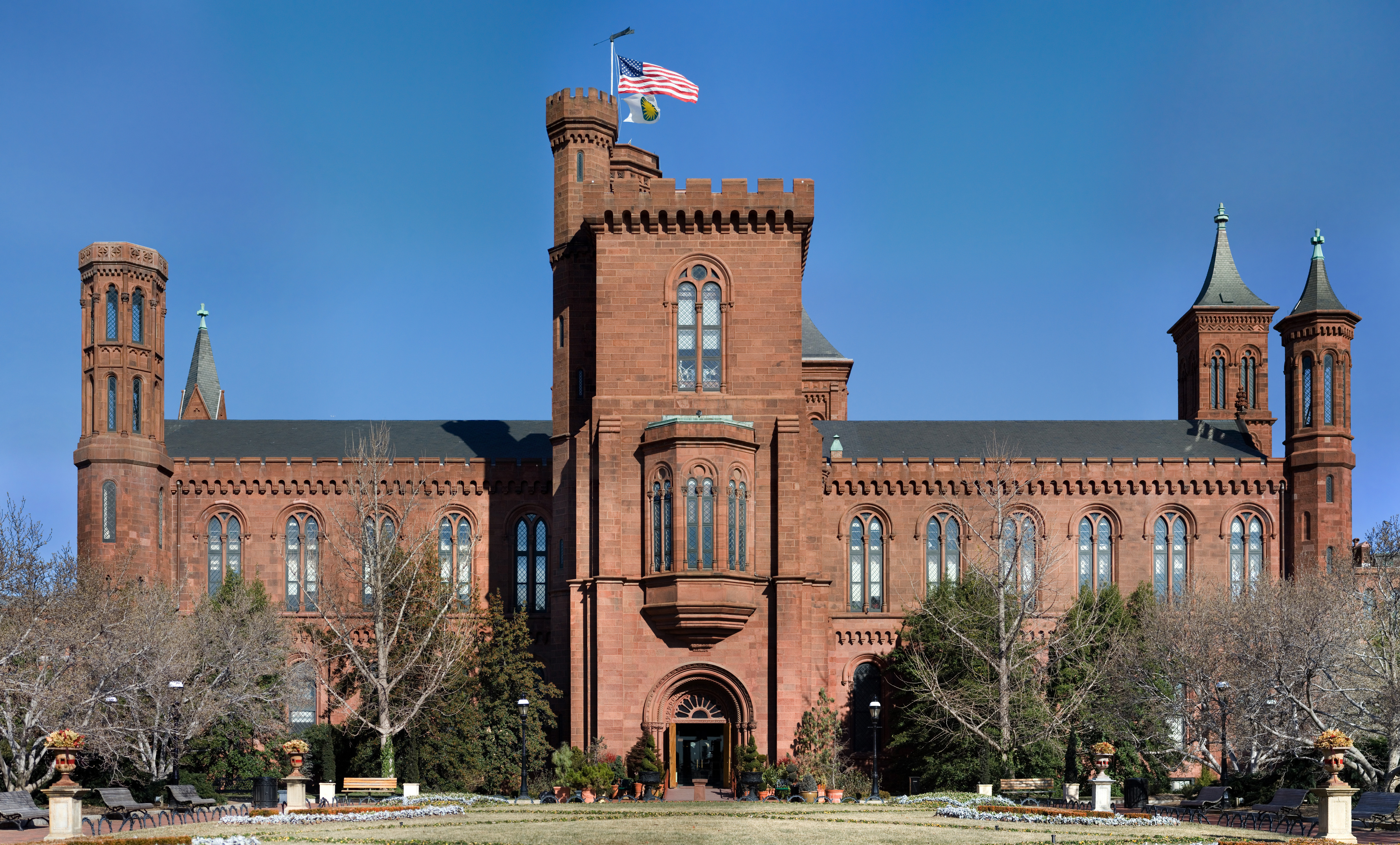
Головна будівля Смітсонівської установи у Вашингтоні

У віці 61 року, 23 жовтня 1826 року Смітсон написав свій знаменитий заповіт. Згадавши з гордістю про те, що його батьками були герцог Нортумберлендський та «Елізабет, спадкоємиця роду Гангерфорд зі Стадлі», Смітсон заповідав свій величезний статок племіннику Генрі Джеймсу Гангерфорду (англ. Henry James Hungerford). Однак, якщо у того не виявиться спадкоємців, Джеймс Смітсон заповідав увесь свій статок «Сполученим Штатам Америки для заснування у Вашингтоні, під назвою Смітсонівський інститут, закладу, покликаного поповняти і поширювати знання».
У 1835 році Гангерфорд помер бездітним, і отже, спадок Джеймса Смітсона переходив до уряду США з умовою заснування Смітсонівського інституту.
Після тривалих дебатів та дискусій про те, що саме британський благодійник мав на увазі, коли він заповідав свої кошти на створення установи, призначеної для поповнення та розповсюдження знань і чи варто прийняти спадок, Конгрес США все-ж уповноважив президента відправити своє представництво в Європу, щоб забрати гроші. У серпні 1838 року до Нью-Йорка прибуло судно, на борту якого у супроводі Річарда Раша було 11 ящиків із золотими соверенами, що були передані до скарбниці у Філадельфії і вартість яких на ті часи становила 508 318 доларів і 46 центів. Також було привезено особисті речі Смітсона, наукові нотатки, колекція мінералів та його бібліотека.
10 серпня 1846 року Конгресом США було затверджено створення Смітсонівської установи й дано санкцію на будівництво навчального корпусу «з простих, довговічних матеріалів суворої архітектури без зайвих прикрас». У цій будівлі передбачалося розмістити музей, навчальну колекцію наукових матеріалів, хімічну лабораторію, художню галерею і лекційні зали.
Регентською радою був обраний очільник нового інституту. Ним став вчений, професор Прінстонського університету Джозеф Генрі, який переконав раду в тому, що головним напрямком діяльності Смітсонівського інституту повинні стати оригінальні дослідження.
У 1848 році було видано перший том із серії наукових праць інституту, під назвою англ. «Smithsonian contributions to knowledge» («Смітсонівський внесок у пізнання»).